# Spread Your Wings
«Spread Your Wings» (укр. «Розправ свої крила») — пісня-балада британського рок-гурту «Queen» з альбому «News of the World» 1977 року. Написана бас-гітаристом Джоном Діконом, вона вийшла як А-сторона синглу «Spread Your Wings»/«Sheer Heart Attack» 1978 року. За словами музичного письменника Бенуа Клерка, «Spread Your Wings» обрали другим синглом «News of the World», тому що гурт пошкодував, що випустив «Tie Your Mother Down» як сингл альбому «A Day at the Races» замість пісні Дікона «You and I».

## Складова
Текст пісні «Spread Your Wings» розповідає про персонажа на ім'я Семмі, який працює мийником підлоги у барі «Смарагд», але мріє покращити своє життя, незважаючи на те, де його бос каже йому, що у нього немає амбіцій. Оповідач (Фредді Мерк'юрі) у пісні заохочує Семмі йти за своєю мрією, кажучи йому: «розправляй крила і лети». Сам автор пісні, Джон Дікон, коментував її такими словами:
Пісня пов'язана з низкою особистих переживань останніх років. Я не хотів би говорити про це докладно, бо не люблю розтлумачувати пісні. Люди мають здогадатися самі, я так вважаю... Це не завжди легко, скажу я вам. Ти маєш справу з багатьма речами, які не завжди приємні. Звісно, гроші — це чудово, але мені не потрібно бути дуже багатим. Я просто не хочу знову впасти в стан злиднів, у якому опинилося багато досить відомих музикантів. Я хочу спробувати зберегти щось на майбутнє.
Пісня має розмір 4/4 метри і починається з простого фортепіанного мотиву. Музикознавець Нік Браає описує структуру «Spread Your Wings» як дещо незвичну: після початкового куплету і приспіву, зосереджених у тональності Ре мажор, йде бридж, зосереджений у тональності Сі мінор, за яким слідує інструментальний бридж, що потім знову повертається назад до Ре мажору для наступної пари куплету-приспіву. Дікон використав цю стратегію подвійного бриджу в кількох інших піснях, включаючи «You and I» і «Need Your Loving Tonight».
Пісня незвична для «Queen» тим, що в ній йде розповідь від третьої особи. Це також єдиний сингл «Queen», в якому решта гурту не виконує бек-вокал для Мерк'юрі.
Автор публікації «FAQ Queen» Деніел Росс описав «Spread Your Wings» як «першу спробу Дікона написати пісню у вигляді оповіді». Соліст гурту «Queen» Фредді Мерк'юрі вважав її «найкращою піснею Дікона на сьогоднішній день».
«Spread Your Wings» не випускалася у вигляді синглу в Північній Америці. Однак її жива версія із концерту «Live Killers» була представлена на Б-стороні синглу з хітом «Queen» «Crazy Little Thing Called Love» 1979 року, який посів перше місце в американському чарті «Billboard Hot 100».

## Рецензії
Критик «Dayton Daily News» Гері Нун назвав її «піснею з текстом у стилі „Бітлз“ про людину, яка піднімається вгору». Критик «Courier-News» Білл Блейєр казав, що ця пісня висловлює ту ж думку, що і більш популярна пісня гурту «We Are the Champions» — що «хоча встановлений порядок продовжує стримувати молодь, вона все ще може досягти успіху, якщо постарається» — але вона робить це краще і «не перевантажуючи слухача». Росс описав її як «меланхолійний гімн», який має «таке ж саме відчуття помпезності, як і „We Are the Champions“, але він пронизаний екзистенційним смутком і бажанням розірвати кайдани буденної роботи».
Бенуа Клер високо оцінив вокал Мерк'юрі, сказавши, що він виконав пісню «чудово, підкреслюючи текст своєю переконливою вокальною вправністю». Ендрю Вайлд сказав, що це «комерційна пісня з приголомшливим приспівом» і «виконана Фредді Мерк'юрі зі справжньою переконаністю». 
Критик «Ultimate Classic Rock» Едуардо Рівадавія їй четверте місце серед найкращих пісень Дікона, написаних для «Queen», високо оцінивши у ній «зростаюче розуміння музичної драматургії». Критик видання «Classic Rock History» Міллі Зейлер також поставила її на четверте місце серед найкращих пісень Джона Дікона, написаних для «Queen».
Жива версія пісні увійшла до концертного альбому гурту «Live Killers» 1979 року. Пісня посіла 34 місце в британському чарті синглів.

## Відеокліп
У січні 1978 року в саду будинку Роджера Тейлора в Сурреї до пісні «Spread Your Wings» зняли відеокліп. Також того ж дня гурт зняв кліп до пісні «We Will Rock You». Режисером відео став Рок Флікс.

## Музиканти
- Фредді Мерк'юрі — головний вокал, піаніно;
- Браян Мей — електрогітара;
- Роджер Тейлор — ударні;
- Джон Дікон — бас-гітара, акустична гітара.

## Чарти
| Чарт (1978)                               | Позиція |
| ----------------------------------------- | ------- |
| Німеччина (Media Control AG)              | 29      |
| Нідерланди (Dutch Top 40)                 | 20      |
| Нідерланди (Mega Single Top 100)          | 26      |
| Велика Британія (Official Charts Company) | 34      |

## Кавер-версії
Німецький метал-гурт «Blind Guardian» у своєму альбомі «Somewhere Far Beyond» 1992 року випустив кавер-версію до цієї пісні. Той же самий запис з'явився в їхньому альбомі «The Forgotten Tales» 1996 року.